# دیوید لیپسکی (گلف‌باز)
دیوید لیپسکی (زاده ۱۴ ژوئیه ۱۹۸۸) یک گلف‌باز حرفه‌ای آمریکایی است.
او در دانشگاه نورث وسترن گلف بازی کرد. در مسابقات قهرمانی انفرادی Big Ten 2010 2010 برنده شد.
وی پس از فارغ‌التحصیلی در سال ۲۰۱۱ حرفه ای شد. لیپسکی برنده مسابقات هاندا فالدو کامبوج کلاسیک ۲۰۱۲ و مسترهای اروپایی امگا ۲۰۱۴ شد. وی همچنین موفق به کسب جایزه شایستگی در تور آسیایی ۲۰۱۴ شد.